# Хумам Табрези
Хумамиддин ибн Алаи Табрези (перс. همام الدین تبریزی‎; 1238/39 — 1314/1315) — персидский поэт, последователь Саади из Шираза.

## Биография
Он родился в Тебризе. Хумам писал на персидском, арабском и иранском языке азери. Объём его газелей — более двух тысяч бейтов. Он также является автором «Сухбат-наме». Является также автором фахлавиятов.
Хумам был почитателем Саади Ширази и вёл с ним переписку.
Хумам ушел из жизни 3 июня 1314 года в возрасте 78. Согласно Брауну Э. Хумам Табризи жил 116 лет.

## Газелият
Газель на языке азери гласит:
«وهار و ول و دیم یار خوش بی // اوی یاران مه ول بی مه وهاران» 
Транслитерация: Wahar wa wal wa Dim yaar khush Bi Awi Yaaraan, mah wul Bi, Mah Wahaaraan.
Перевод: Весна и Цветы и лицо друга все приятны. Но без друга нет ни цветов, ни весны.